# 安童 (至正年间)
安童是元朝末年至正年间福建兴化的地方官员，参加了亦思巴奚兵乱。安童原先担任兴化路总管，后来出家为道士，1356年在普化帖木儿鼓动下开始同三旦八在兴化路组织乡族武装，并在1359年自立兴化分省，安童担任兴化分省参政，站在行省平章普化帖木儿一方参与了福建「省宪构兵」，从兴化出兵进攻福州的福建廉访佥事（憲司）般若帖木儿，同年三月与原为同盟的亦思巴奚军发生冲突，被亦思巴奚军的阿迷里丁击败而溃逃。